# 水官大帝
水官大帝，是道教中的水神，為三官大帝之一，全称下元三品五炁解厄水官金靈洞陰大帝暘谷帝君、下元金靈洞陰太帝解厄水官洞眞太皇元光皇帝君，亦称为水官、洞阴大帝、暘谷帝君、下元三品解厄水官洞陰大帝，為道教三官大帝之一。

## 水官大帝職能

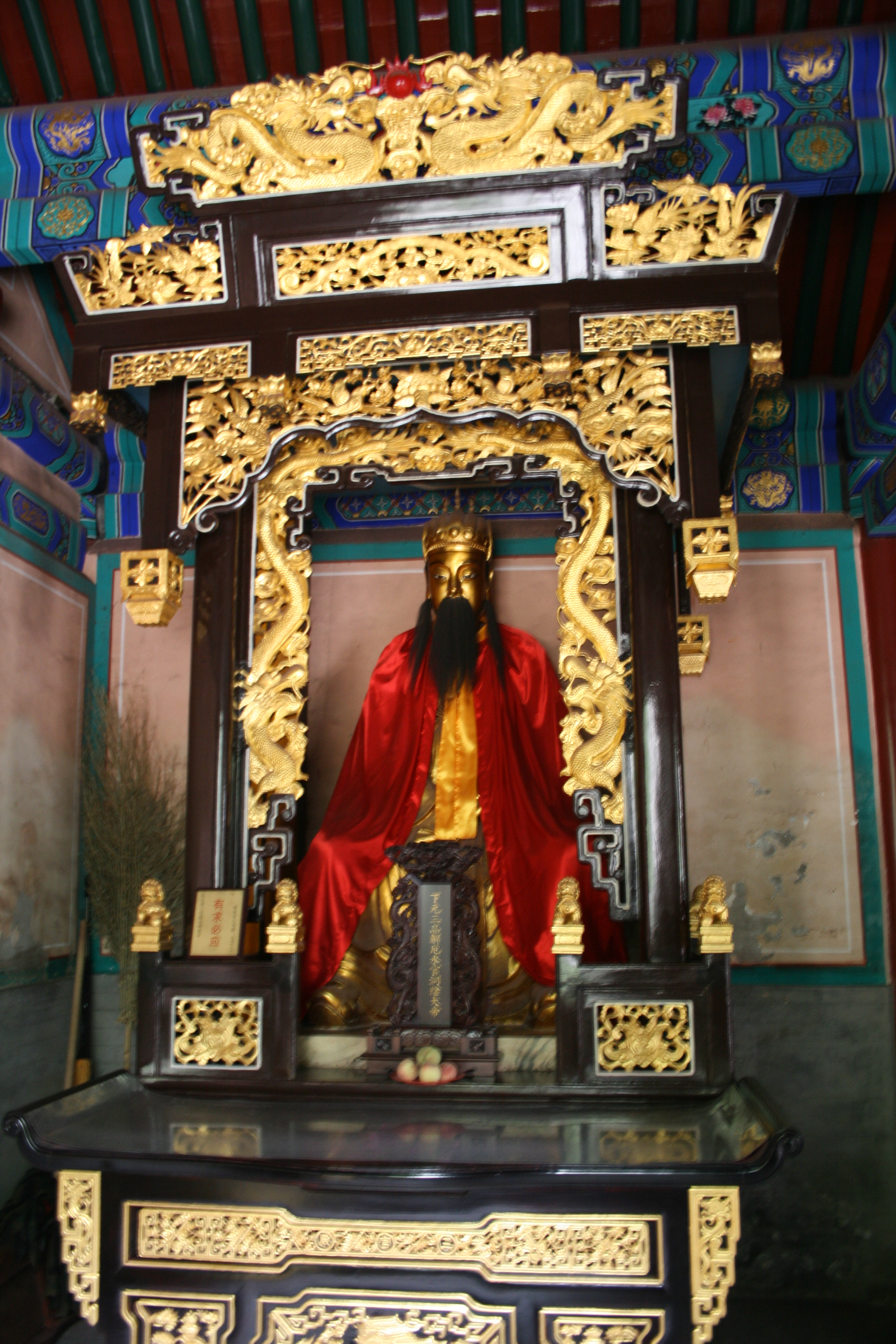
下元水官聖像(配祀於北京白雲觀)

往昔元始天尊在太虛之極，吸取始陽九氣，在九土洞陽，吸取清虛七氣，又在洞陽風澤中，取晨浩五氣，一並吸入口中，與三焦處混合凝結。九九八十一天之後，在元始天尊體內結成靈胎聖體。最後在下元十月十五日吐出水官大帝，元始天尊封號為：下元三品五氣水官洞陰大帝，身居金靈長樂宮，總主九江水帝、四瀆神君、十二溪真及三河四梅神君、暘穀神王，九江水府河伯神仙，水中諸大神及仙籙簿籍。

《三官經》說明「水官解厄」，每到農曆十月十五日，水官大帝便巡遊三界，考校大千世界之內十方國土之中的神仙升臨、品匯考限與萬類化生之事。若眾生常禮念醮祭水官大帝，則可以受聖真解厄，民间称这一天为下元節，并在这一天演出「冬尾戲」感謝神明一整年之庇佑，台灣稱「謝平安」。

## 下元水官宝诰
至心皈命礼。旸谷洞元。青華宮中。部四十二曹。偕九千万众。掌管江河水帝万灵之事。水灾大会。劫数之期。正一法王。掌长夜死魂鬼神之籍。无为教主。录众生功过罪福之由。上解天灾。度业满之灵。下济幽扃。分人鬼之道。存亡俱泰。力济无穷。大悲大愿。大圣大慈。下元五炁解厄水官。金灵洞阴大帝。旸谷帝君

## 聖誕千秋
- 下元（水官大帝）十月十五日

## 相关
- 三官大帝
- 天官大帝
- 地官大帝
- 水仙尊王
- 禹

## 外部連結
- 台南水官大帝
- 三官大帝－宇宙之神
- 三官大帝 （页面存档备份，存于）
- 三官大帝 （页面存档备份，存于）